# Chasseur de chars
 (juillet 2013).
Si vous disposez d'ouvrages ou d'articles de référence ou si vous connaissez des sites web de qualité traitant du thème abordé ici, merci de compléter l'article en donnant les références utiles à sa vérifiabilité et en les liant à la section « Notes et références ».
Pour un article plus général, voir char d'assaut.

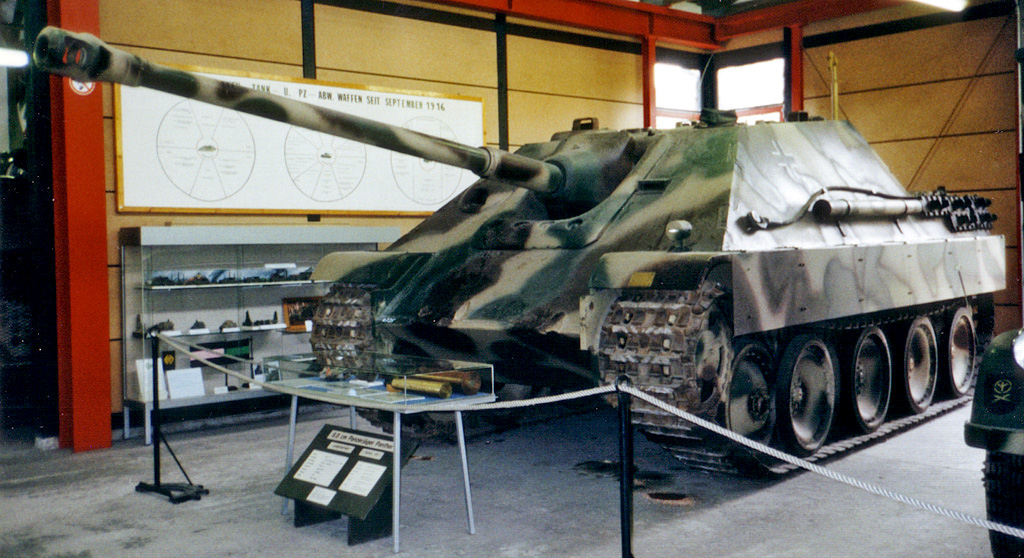
Le, un chasseur de chars allemand de la fin de la Seconde Guerre mondiale.

Un chasseur de chars est un véhicule blindé, type particulier de canon automoteur, destiné principalement à la lutte antichar. 

## Développement
À l'origine, le besoin pour ces véhicules est venu d'une supériorité matérielle de l'arme blindée ennemie. Déjà, à la fin de la Première Guerre mondiale, les ingénieurs militaires français réfléchissent à la construction d'un véhicule blindé spécialement destiné à la lutte contre les chars ennemis.
Mais ces engins sont apparus sur le champ de bataille pendant la Seconde Guerre mondiale. Les armées de terre se sont munies de ces véhicules spécialisés, plus particulièrement la Wehrmacht, l'Armée rouge et l'US Army, ainsi que toutes les autres puissances alliées ayant massivement dépendu du matériel américain durant cette période. Les chasseurs de chars n'ont généralement pas de tourelle car le canon, trop lourd et encombrant, ferait céder la tourelle au bout de quelques tirs. Cependant, certains véhicules anti-char légers comme le M18 "Hellcat" américain possèdent une tourelle. Les chasseurs de chars disposent d'épaisseurs de blindage assez différentes selon leur conception et leur rôle/emploi. (Rapidité/assaut/combat...)

## Emploi
La destination principale des chasseurs de chars est la lutte antichar. Pour accomplir efficacement sa mission, le chasseur de chars dispose des qualités nécessaires pour lutter contre un char d'assaut : mobilité, puissance de feu, protection blindée.
Ce type de blindés s'est aussi vu confier toutes sortes de missions lors des combats, notamment réduire l'infanterie, détruire les fortifications ennemies. Néanmoins, l'absence quasi systématique de tourelle — on parle d'armement en casemate — en fait des unités moins polyvalentes que les chars d'assaut.
L'importance de ce type de véhicule militaire a diminué depuis 1945. Durant la Seconde Guerre mondiale, les unités blindées étaient plus diversifiées qu'aujourd'hui, où l'on ne retrouve sur la plupart des théâtres d'opération que des chars principaux de bataille (par exemple le char Leclerc), des véhicules de combat d'infanterie, plus légers et destinés au soutien des troupes d'infanterie mécanisées, et des transports de troupes blindés. Aujourd'hui le rôle de chasseur de chars est plutôt dévolu à l'hélicoptère de combat et aux fantassins dotés, eux aussi, de missiles antichars.

## Pendant la Seconde Guerre mondiale

### Les chasseurs de chars allemands
Les Allemands, pourtant partisans convaincus de la guerre mécanisée et de l'usage des chars d'assaut en tant qu'ossature et fer de lance d'unités autonomes polyvalentes et combinées, les Panzerdivisionen, constatent rapidement l'infériorité de leur matériel face à leurs adversaires. Ainsi, déjà en France, les chars B1 et Somua S-35, dont on comptait plus de 800 exemplaires, sont techniquement supérieurs aux Panzers II et III alignés par la Wehrmacht, principalement en puissance de feu et en protection.
Mais c'est en URSS que la nécessité des chasseurs de chars se fait sentir dès le début de l'opération Barbarossa. En effet, en 1941, l'armée allemande est pourvue en Panzer II, III et IV, principalement, et aucun ne fait vraiment jeu égal avec le puissant KV-1, ni même avec l'excellent char moyen russe T-34.
Le Panzer II est obsolète, son blindage sert uniquement à arrêter les balles et les shrapnels, et son armement ne suffit pas pour pénétrer un autre blindé (canon de 20 mm). Il convient uniquement comme véhicule anti-infanterie léger .
Le Panzer III est meilleur, mais reste inférieur face au T-34. Son canon de 37 mm (pour les premières versions) puis de 50 mm manque de puissance ; et ne permet de percer le blindage d'un T-34 adverse que de derrière et à bout portant. Son blindage léger lui confère certes une très bonne mobilité, cependant inférieure à celle du T-34, mais elle le rend extrêmement vulnérable aux canons antichars soviétiques de 76,2 mm.
Le Panzer IV n'est pas mieux blindé et est plus gros, moins mobile que le III, mais son canon court de 75 mm peut percer plus aisément le T-34 mais ne suffit pas sur le KV-1.
Les Allemands travaillent sur la construction d'un char lourd repris d'un projet enterré avec la défaite de la France, qui deviendra le célèbre char Tigre, mais la situation sur le front se dégrade, au point que seules les pièces d'artillerie comme le canon antiaérien (Flak) de 88 mm peuvent stopper les chars russes au moyen de munitions antiblindage. Les Allemands ne supportent cet état que grâce à un entraînement supérieur, de meilleures tactiques, et à une coordination efficace due à l'usage des radios dans leurs véhicules, lesquelles font défaut dans les chars russes.
Pour combler rapidement ce manque de puissance de feu, les Allemands conçoivent un blindé spécialisé pour permettre de lutter contre les T-34 et KV-1. À partir d'un châssis de char, ils conçoivent un véhicule bas, bénéficiant d'une protection accrue, sans tourelle, doté d'une casemate fixe basse avec un blindage incliné favorisant les ricochets, et enfin munissent le véhicule d'un blindage frontal épais et d'un canon plus gros et souvent plus long que le modèle de char de base : le chasseur de chars est né.
Cette description peut prêter à confusion entre un chasseur de chars et un canon automoteur. Le chasseur de chars est un type de canon automoteur. En effet, un canon automoteur peut-être soit un chasseur de chars, un canon d'assaut, ou un véhicule d'artillerie. Le chasseur de chars, lui, hérite d'un canon plus gros mais surtout plus long, afin de maximiser la vitesse initiale de ses projectiles, favorisant ainsi la pénétration de blindage, et les trajectoires tendues nécessaires à une visée correcte.
Le canon d'assaut est un véhicule sans tourelle, généralement équipé d'un canon de gros calibre (pas toujours : StuG III allemand avec canon de 7.5 cm). Il peut être utilisé contre des chars ennemis, ou bien contre des fortifications, ce qui explique le calibre élevé du canon. Ils étaient pour la plupart employés contre des fortifications et parfois contre des chars ennemis au vu de la grande puissance de destruction de leur canon/obusier (Exemple : ISU-152, canon d'assaut soviétique de la Seconde Guerre Mondiale)
Enfin, l'automoteur d'artillerie est un canon automoteur se plaçant loin derrière la ligne de front, destiné à tirer en cloche pour frapper la ligne de front et les positions ennemies. Il a été créé dans le but de rendre mobile l'artillerie, alors tractée par des camions. Le temps de mise en batterie était plus long, tout comme celui de repli, rendant la pièce plus vulnérable aux tirs de contre-batterie. Pendant la Seconde Guerre Mondiale, les automoteurs d'artillerie étaient souvent basés sur des châssis de chars déjà existants, par exemple le Hummel allemand basé sur le châssis du char Panzer IV.
Si dans la nomenclature allemande, il est possible de nommer Panzerjäger tous chasseurs de chars, les nominations d'usage différencient les Jagdpanzer (« blindés de chasse »), chars-casemates fermés et sans tourelle, des Panzerjäger (« chasseurs de blindé », ou canon antichar automoteur), à la superstructure ouverte et faiblement blindée. Les premiers bénéficient d'un fort blindage à l'avant qui les rendent polyvalents et aptes à se mesurer en combat direct aux chars ennemis. La dénomination officielle des Jagdpanzer Elefant, Jagdpanther ou Jagdtiger oscille ainsi entre « Sturmgeschütz » et « Panzerjäger » selon les dates et les luttes d'influence entre Panzerwaffe et artillerie. Le Jagdpanzer IV sera même converti en « panzer », et le Jagdpanzer 38(t) sera prévu comme remplaçant du StuG III (lui-même étant souvent employé comme chasseur). Les chasseurs automoteurs à caisse ouverte, au blindage très vulnérable, ne sont jamais dénommés « Jagdpanzer ».
On peut citer plusieurs modèles de chasseurs de chars allemands parmi les plus connus :
- les StuG III (1940) et StuG IV (1943) à canon long de 75 mm : il s'agit à la base d'artillerie automotrice, ce qui ajoute encore à la confusion, mais ils sont munis d'un canon beaucoup plus long qui leur donne un rôle efficace en lutte anti-blindés. Le StuG III fut le véhicule militaire blindé de combat produit en plus grand nombre par l’Allemagne au cours de la Seconde Guerre mondiale (10 500 unités).

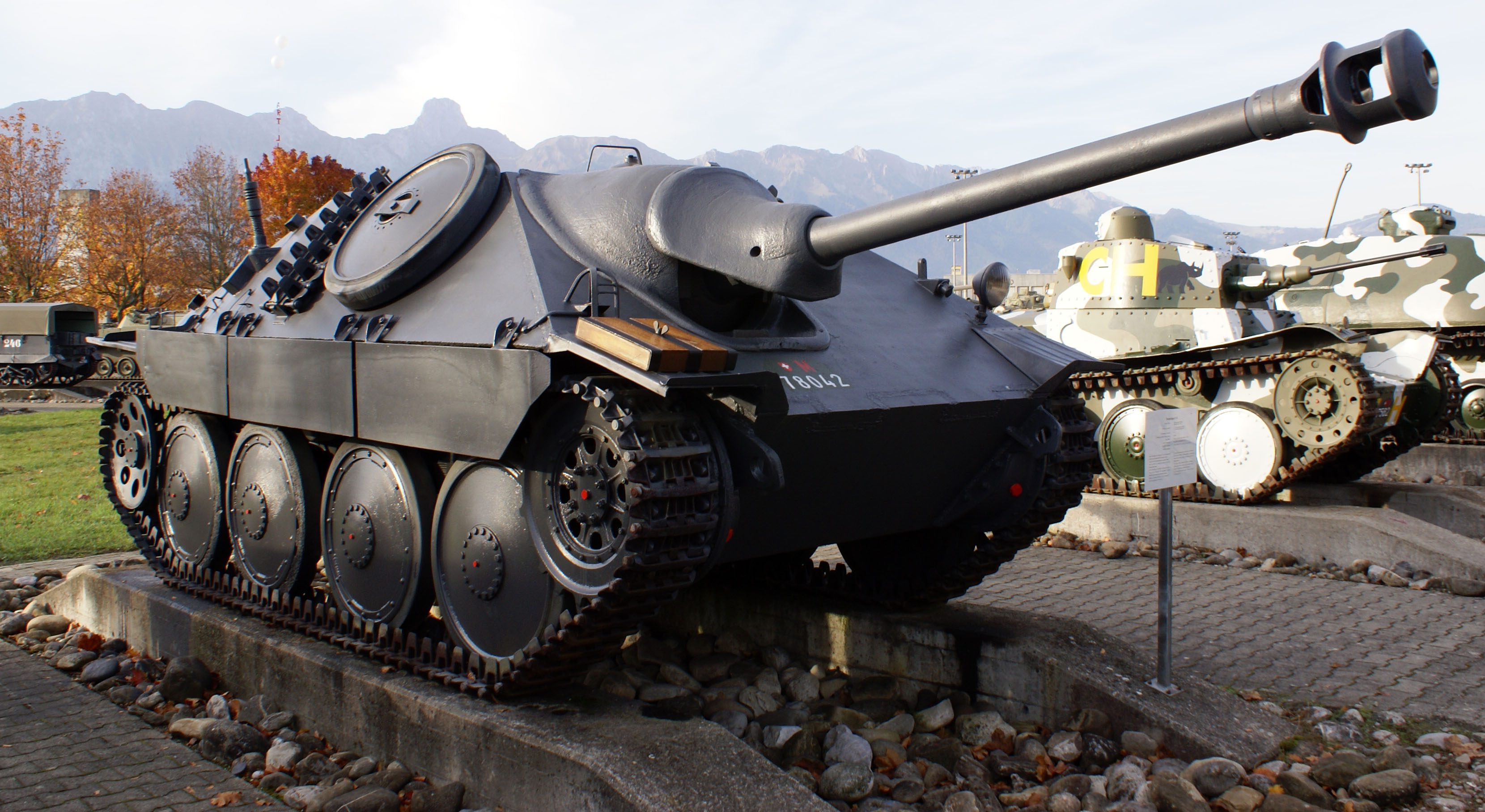
Hetzer, rebaptisé G-13, de l'Armée suisse.

- Jagdpanzer 38(t) Hetzer, rebaptisé G-13, de l'Armée suisse.le Jagdpanzer 38(t) Hetzer (1943): basé sur le char tchèque obsolète mais fiable et éprouvé Panzer 38(t), ce chasseur de chars combine un efficace canon de 75 mm avec une très petite taille, ce qui le rend très difficile à détruire. La désignation dans l'Armée suisse est Panzerjäger G13.
- le Nashorn (1943), également sur un châssis de Panzer IV profondément modifié. Il est bien plus légèrement blindé que les autres véhicules de cette liste sans pour autant gagner en mobilité, mais a l'avantage non négligeable d'être armé d'un canon de 88 mm PaK 43, pouvant perforer toutes les cuirasses que les alliés pouvaient mettre sur leurs chars
- le Panzerjäger Tiger (P) ou Jagdpanzer Elefant (1943) : équipé d'un canon de 88 mm, il est construit sur la base du Tigre de Porsche à près de 90 exemplaires
- le Jagdpanzer IV (1944) L48 puis L70 basé sur le châssis du Panzer IV et doté d'un canon de 75 mm.
- le Jagdpanzer V Jagdpanther (1944), sur la base de l'excellent Panther allemand. Par rapport au modèle de base, il troque son canon de 75 contre un de 88 mm, mais garde sa mobilité par l'allègement structurel dû à la perte de la tourelle et de son mécanisme.
- le Jagdtiger (1944), sur la base du Tigre royal. Ce chasseur de char est le plus gros véhicule de la Seconde Guerre mondiale à être produit en série. Il pèse plus de 70 tonnes, et son canon de 128 mm est alors le plus gros canon antichar jamais installé sur un véhicule. Cependant, trop lent pour être efficace, il reste une exception et une impasse technologique. Il sera surtout utilisé en tant que canon antichar à longue portée, du fait de sa faible mobilité et de sa consommation énorme en carburant.
- on citera également le projet de chasseur de chars lourd Sturer Emil (Émile le têtu), construit à seulement deux exemplaires.                                          Le meilleur chasseur de chars parmi ceux cités est sûrement le Jagdpanther[réf. nécessaire]. Ces véhicules ont une utilisation particulière : sans tourelle, les canons ne bénéficient que d'un débattement latéral limité, et il faut donc orienter tout le véhicule pour tirer. C'est un inconvénient qui en fait une pure arme d'attaque, toute sa puissance de feu concentrée vers l'avant.

- Comparatif des principaux automoteurs antichars (Panzerjäger) allemands (1939-1945)

Comparatif des principaux automoteurs antichars allemands (1939-1945)
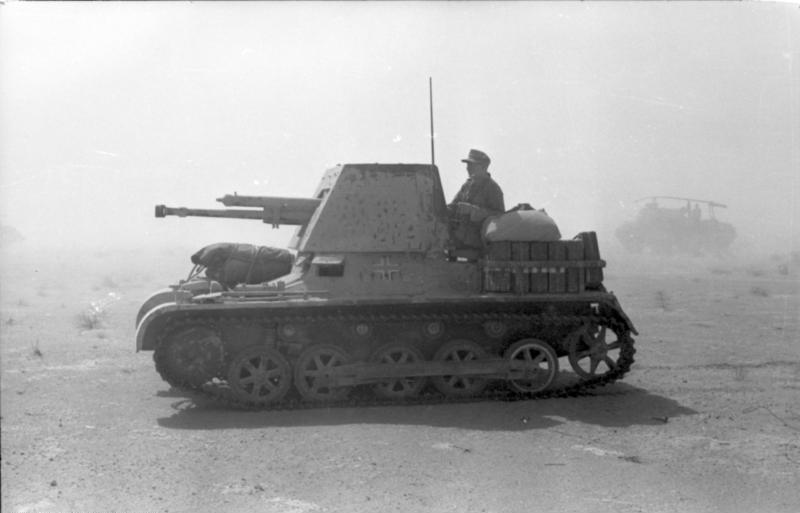
Panzerjäger I ou 4,7-cm Pak(t) (Sfl.) auf Panzerkampfwagen I Ausf. B. Son canon tchèque arme aussi le 4,7-cm Pak(t) auf Panzer 35R 731(f) ohne turm.
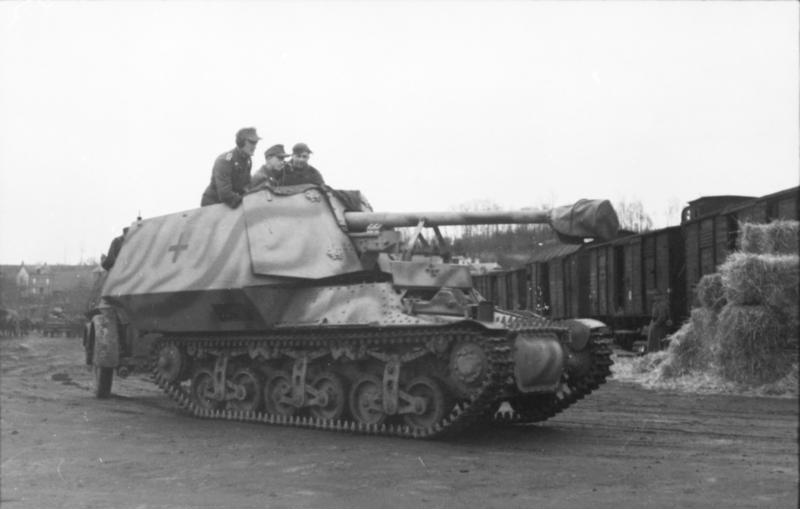
Sd.Kfz. 135 Marder I sur châssis Lorraine 37L, ou 7,5-cm Pak 40/1 auf Geschützwagen Lorraine Schlepper(f).
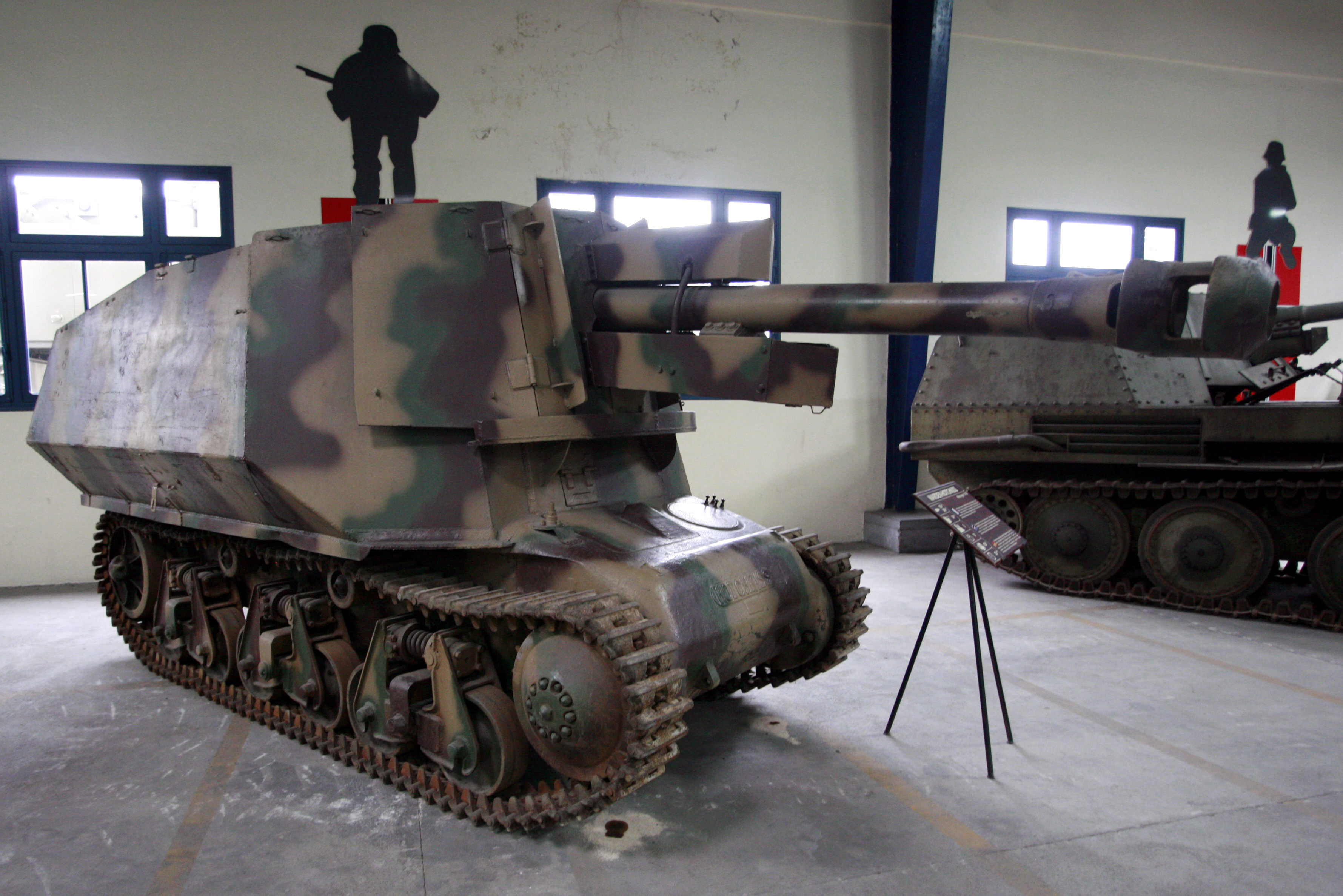
Sd.Kfz. 135 Marder I sur châssis Hotchkiss H39, ou 7,5-cm Pak 40/1 (Sf.) auf Geschützwagen 39H(f).
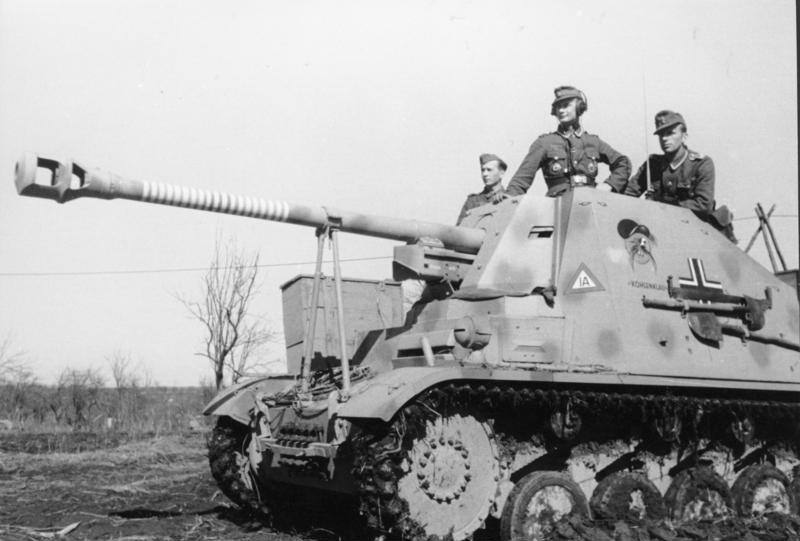
Sd.Kfz. 131 Marder II, doté d'un Pak 40/2 sur châssis du Panzerkampfwagen II.
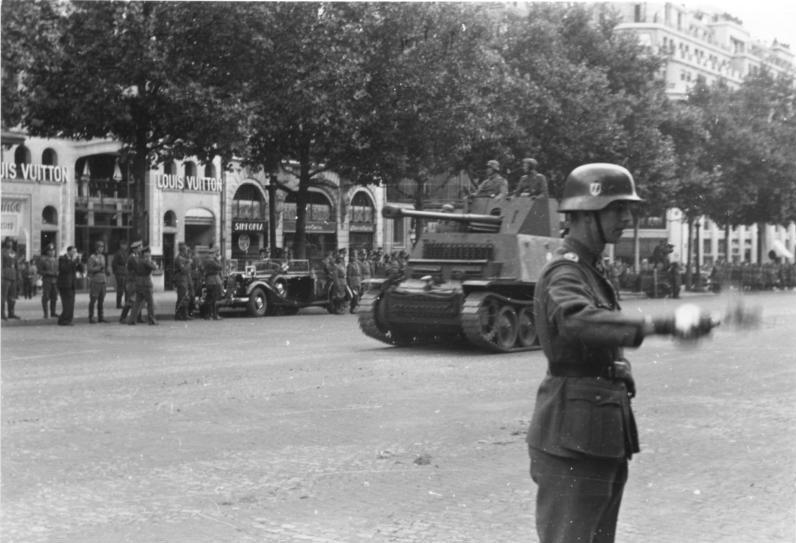
Un très haut Panzer Selbstfahrlafette 1 für 7.62-cm PaK 36(r) auf Fahrgestell Panzerkampfwagen II Ausf. D1 und D2 (Sd.Kfz.132).
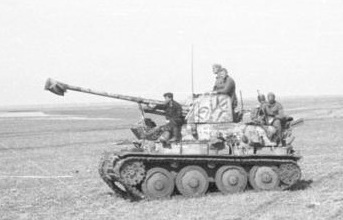
Sd.Kfz. 139 Marder III Panzerjäger 38(t) für 7,62-cm Pak 36(r), souvent confondu avec le modèle précédent (ainsi que le note la légende du cliché).
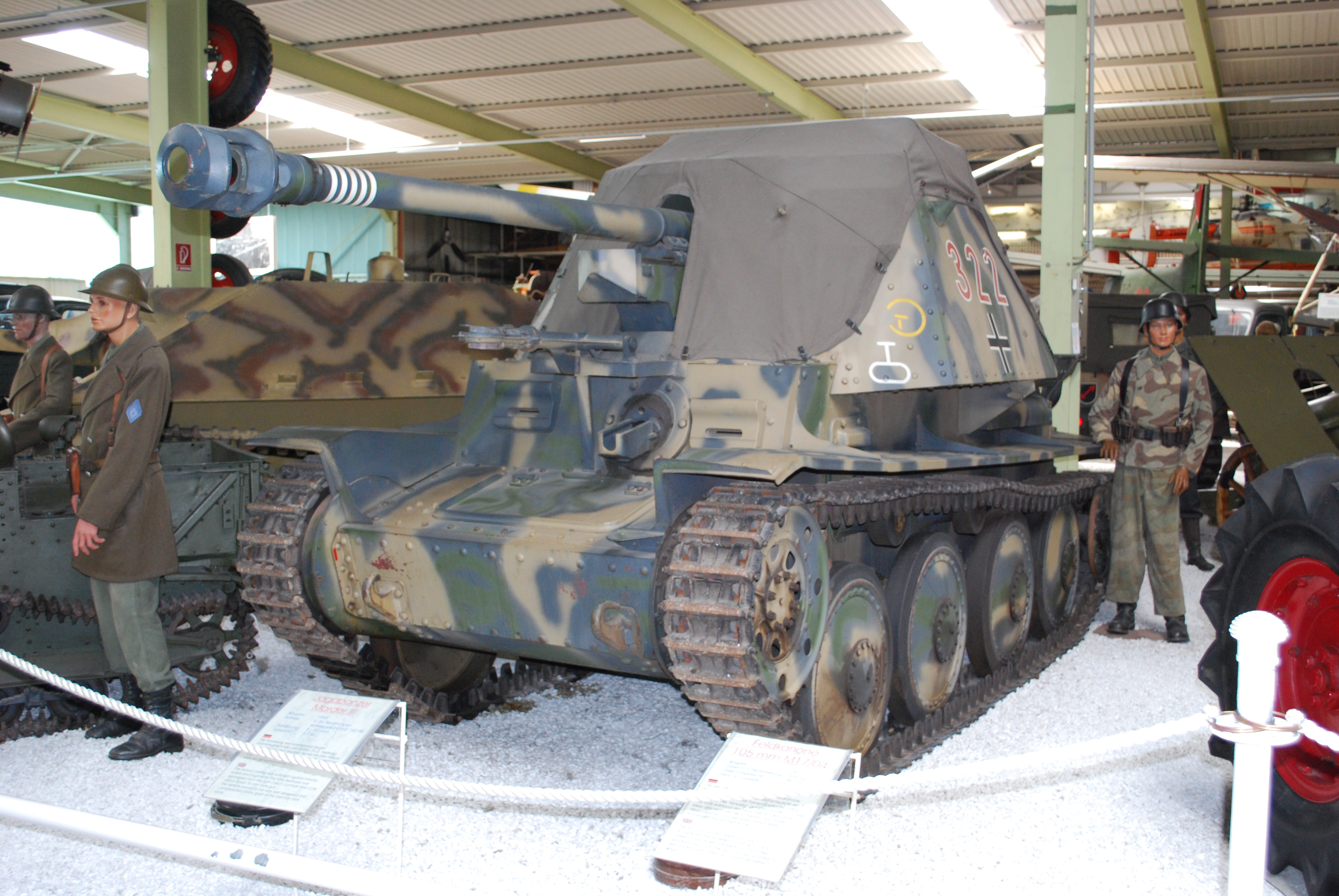
Sd.Kfz. 138 Marder III Ausf. H, ou Panzerjäger 38(t) mit 7.5 cm PaK 40/3 Ausf. H.
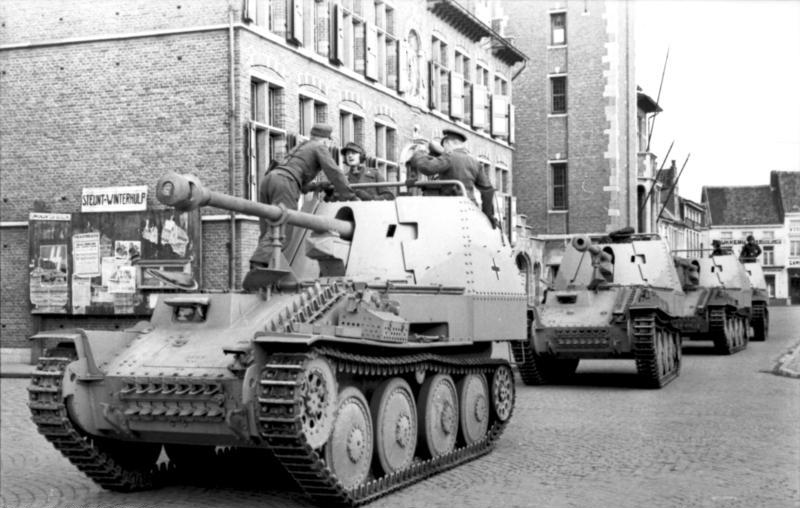
Plusieurs Sd.Kfz. 138 Marder III Ausf. M, ou Panzerjäger 38(t) mit 7.5 cm PaK 40/3 Ausf. M , dont la superstructure ouverte est placée à l'arrière.
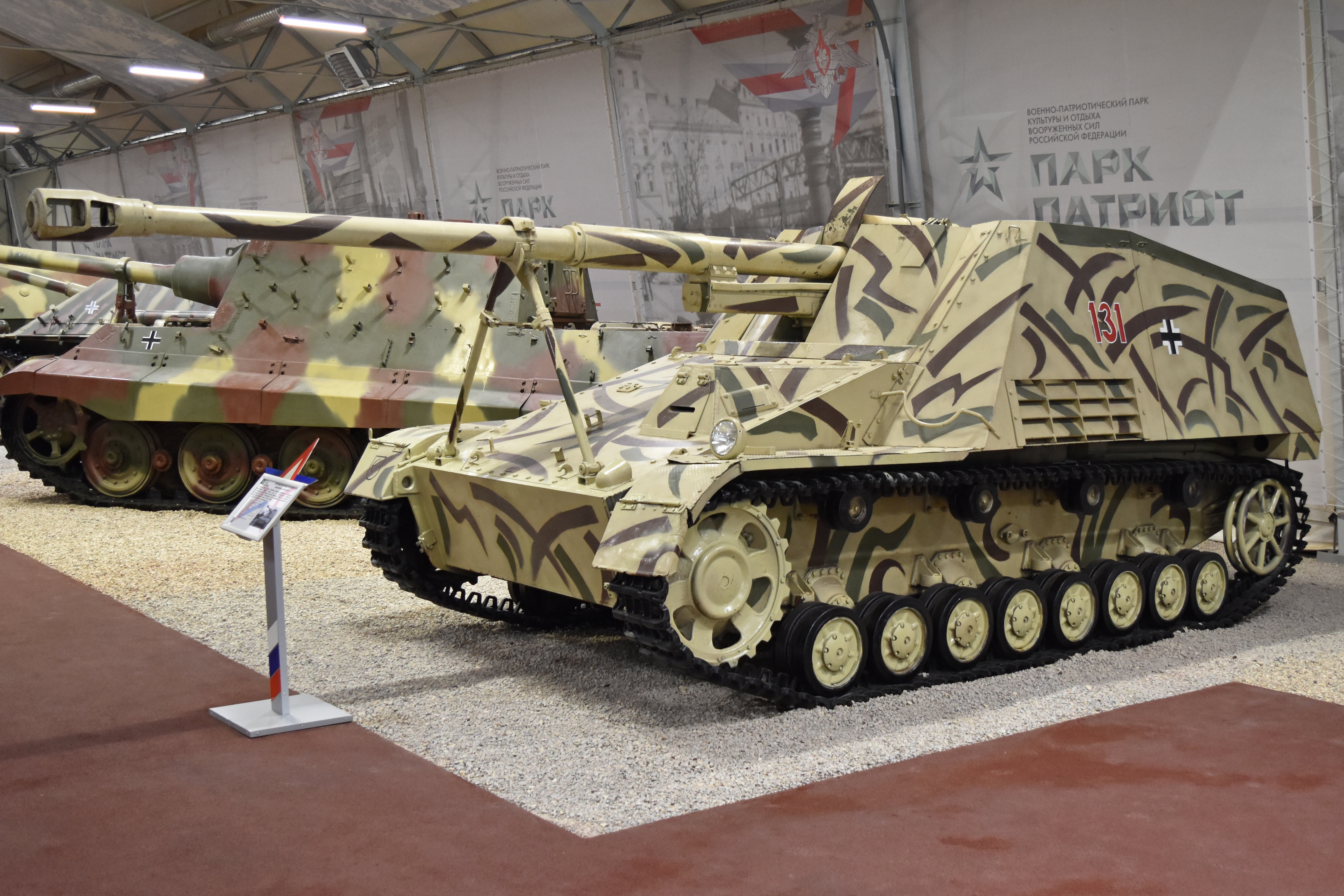
Un Sd.Kfz. 164 Nashorn, ou 8,8 cm PaK 43 (L/71) auf Fahrgestell Panzerkampfwagen III/IV (Sf.), conservé aux côtés d'un Jagdtiger.
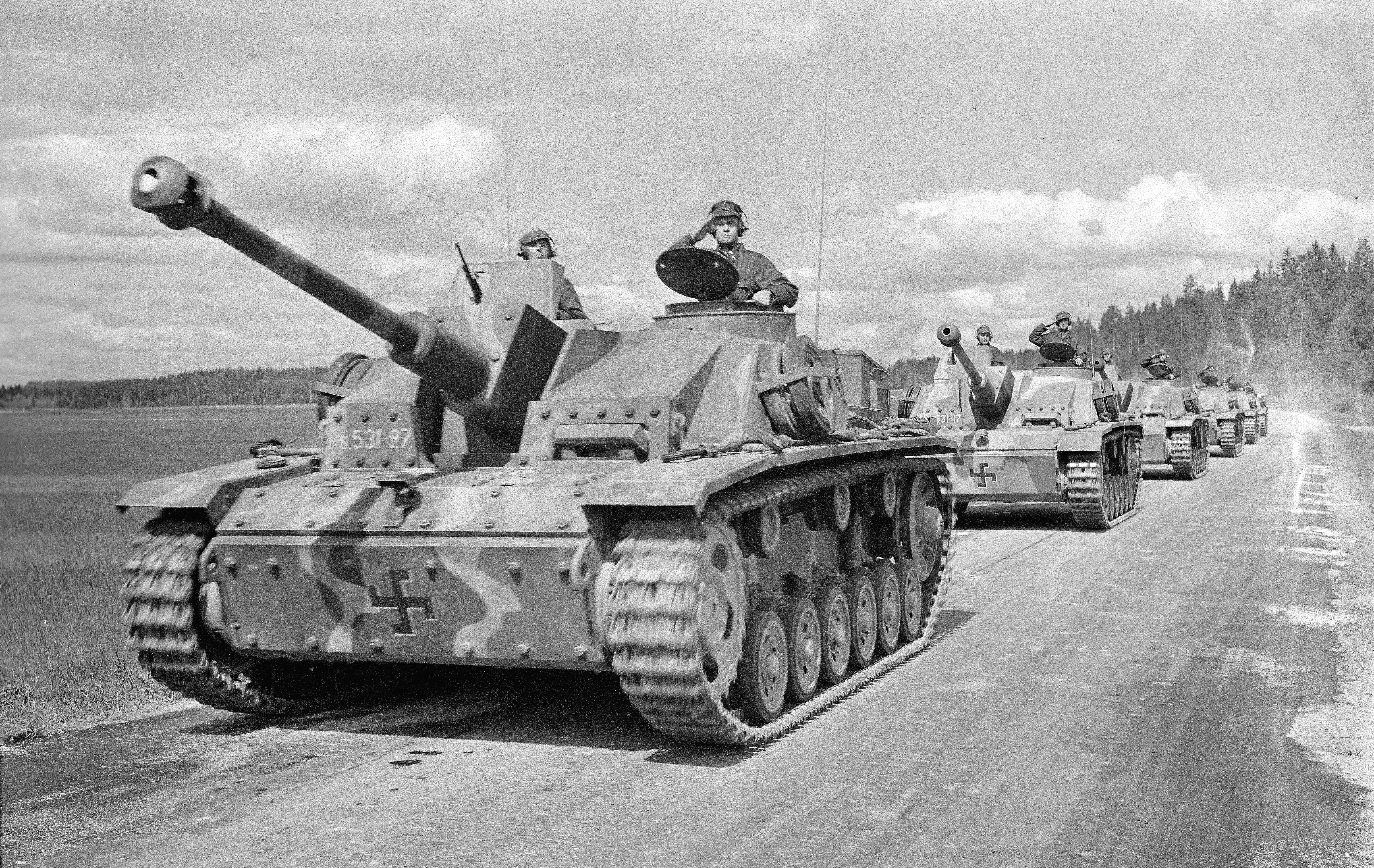
Sturmkanone 40 ou StuG IIIG (Sturmgeschütz III Ausf. G, "Sturmi"). Le 4 juin 1944 lors du défilé d'anniversaire du maréchal Mannerheim à Enso, en Finlande.
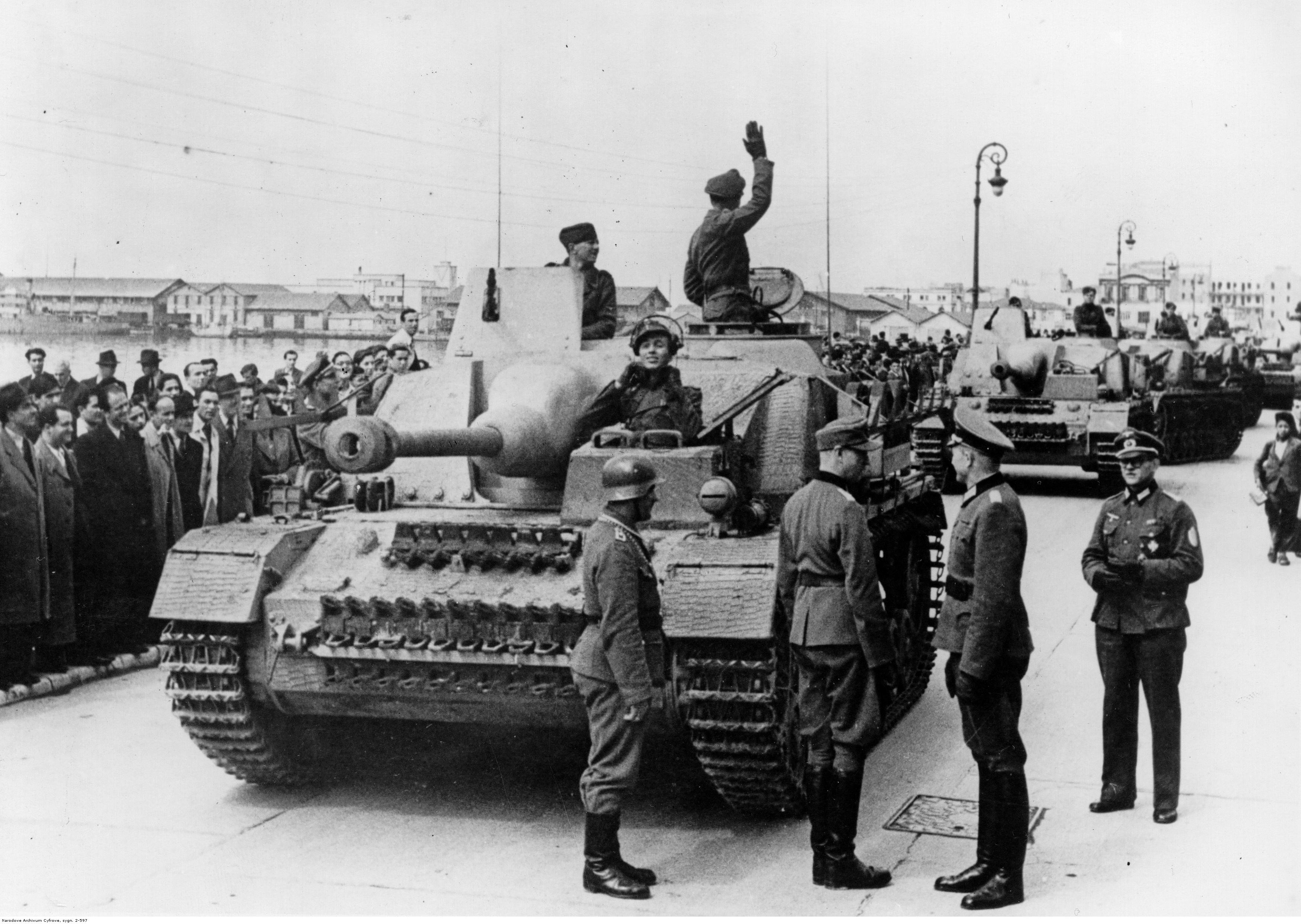
Sturmgeschütz IV (Sd. Kfz. 167) L48 7,5-cm KwK 40 à Thessalonique en 1944.
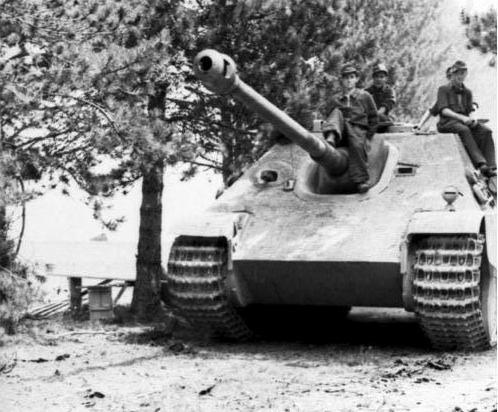
Jagdpanther (Sd. Kfz. 173) en France en juin 1944.
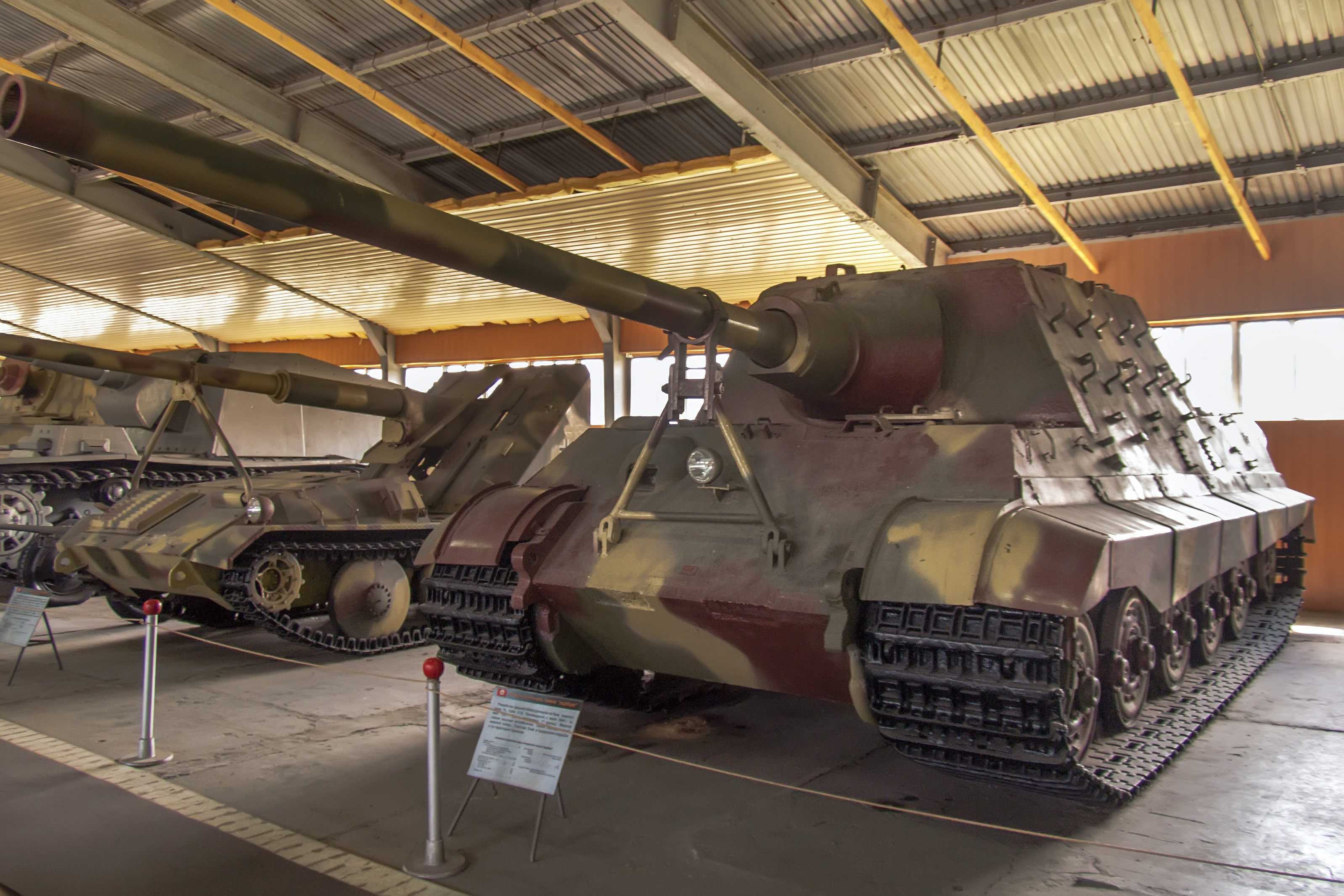
Jagdtiger.

### Les chasseurs de chars américains

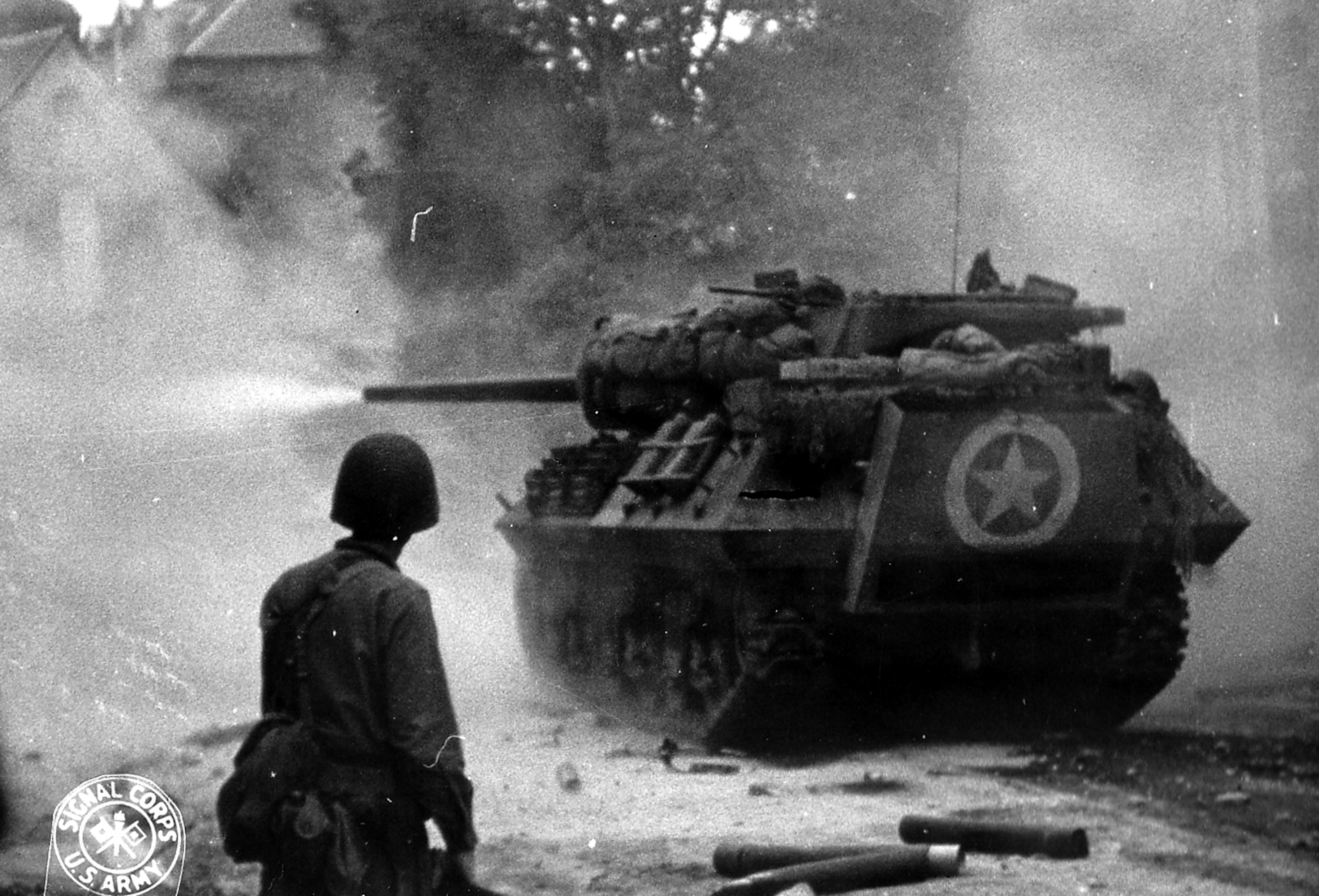
Un M10 Wolverine à Saint-Lô en juin 1944.

L'autre famille de chasseurs de chars est celle qui est née des concepteurs américains. Le principe diffère sensiblement, mais la cause est la même : la grande supériorité des chars allemands sur les chars américains en 1944-1945. En effet, ceux-ci, surtout les Panther (1943) et les Tiger (1942), sont plus lourds, bien blindés, puissamment armés, et le Panther est aussi très rapide pour l'époque.
Le Sherman M4 américain (1942), prévu pour être produit en grand nombre et surtout facilement transportable par mer, est nettement inférieur à ce char : son blindage est insuffisant et mal conçu, parce qu'il n'est pas incliné latéralement comme celui du Panther, du T-34, du Tiger Ausf. B et des chars lourds russes en service à l'époque. De plus, son canon de 75 mm est notoirement insuffisant. Il faudra attendre l'introduction en 1944 du Sherman Firefly britannique, alourdi et équipé du canon de 17 livres (76,2 mm), pour que ce char puisse rivaliser avec le Panther, et encore, ces solutions d'expédient ne rattraperont jamais la lacune technologique : Patton se plaignait de devoir sacrifier entre deux et cinq chars Sherman (selon les sources), équipages compris, pour venir à bout d'un seul Panther. Quant au Tiger, le canon de 75 mm ne perçait pas sa cuirasse frontale, même à bout portant.
La solution américaine est plus hasardeuse que celle des Allemands. Les chasseurs de chars américains ont un gros canon long, de 76,2 mm pour les M10 Wolverine (1942) et M18 Hellcat (1944), 90 mm pour le M36 Jackson (1944), ils gardent leur tourelle, mais perdent la plus grande partie de leur blindage pour conserver la cruciale mobilité qui fait le succès de ces véhicules particuliers, le M18 Hellcat fut l'engin chenillé le plus rapide du conflit culminant à 80 km/h sur route. Ces véhicules, ainsi que les quelques Sherman modifiés par les Britanniques, seront les seuls à pouvoir s'opposer correctement aux chars allemands les plus avancés, jusqu'à la tardive arrivée au front du char lourd américain M26 Pershing, en 1945.

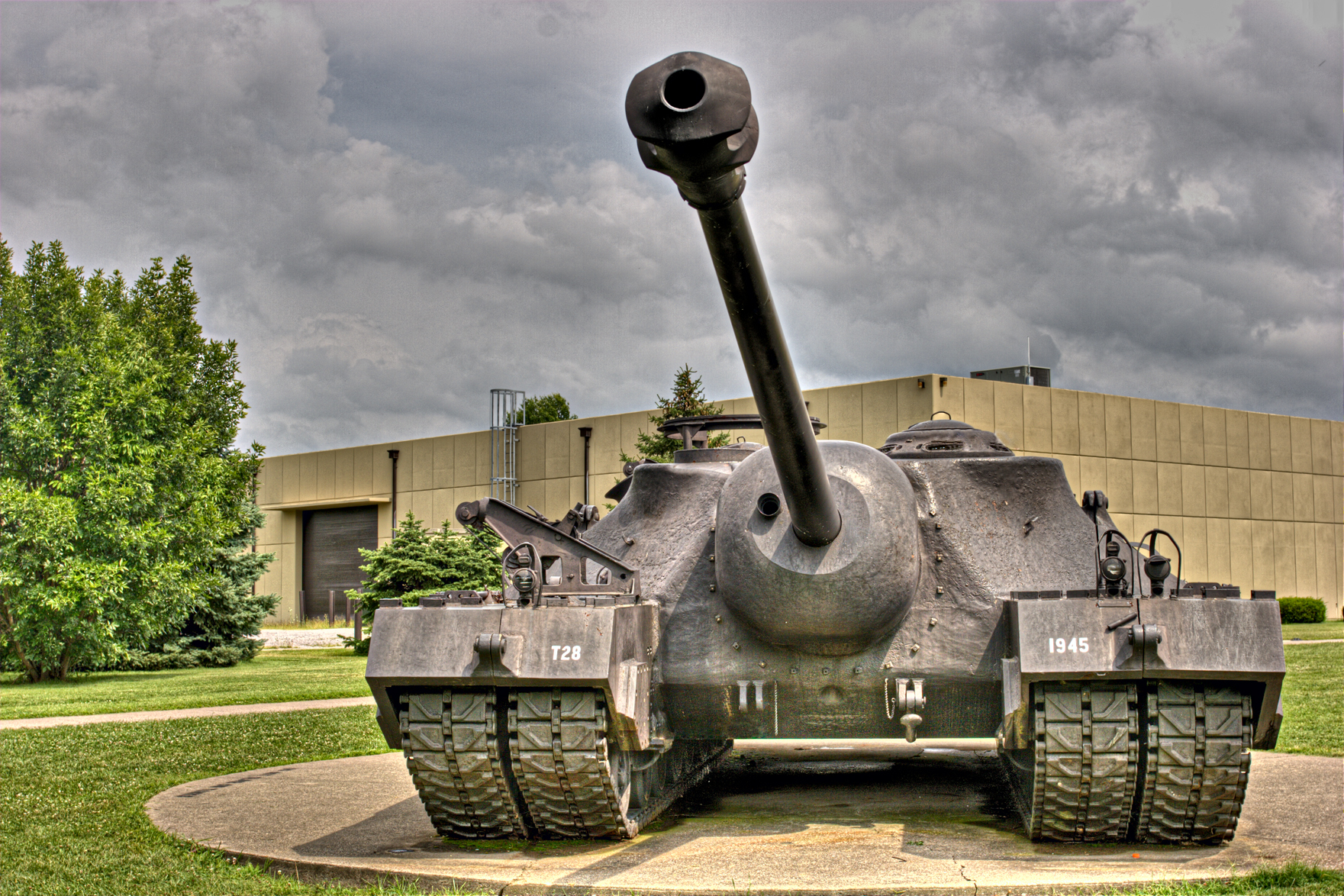
T28 Super Heavy Tank

Un projet de chasseur de chars super-lourd équipé d'un canon de 105 mm a été développé par les États-Unis, aboutissant au T28, pesant 95 tonnes, mais la fin de la guerre a mis fin au projet. Son blindage de caisse était de 63 mm aux endroits les moins exposés et montait à 300 mm en frontal, le mantelet de canon atteignait 1 410 mm d'épaisseur. Un seul exemplaire subsiste de nos jours.

### Les chasseurs de chars belges

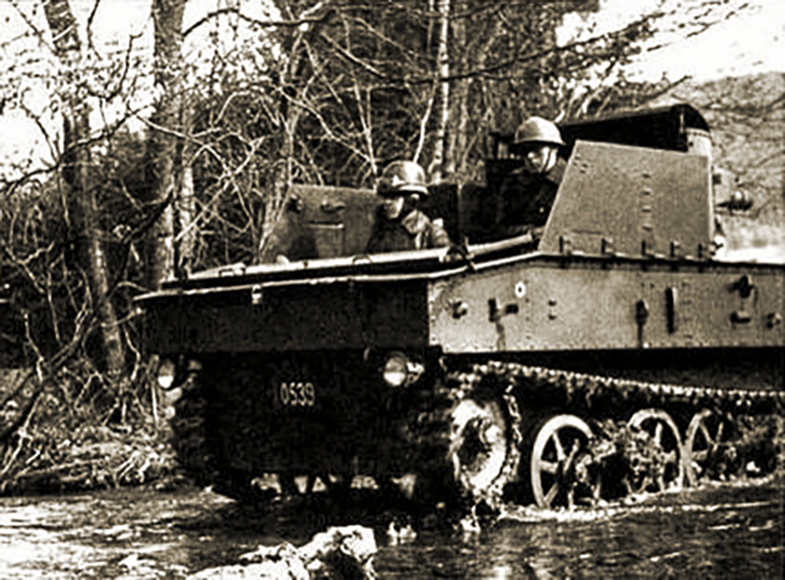
T13 B2 belge durant un exercice.

L'armée belge en 1940 ne dispose pas de véritables chars de combat à la suite de sa politique neutraliste mais est équipée d'environ 200 T13 armés d'un canon antichar de 47 mm modèle 1931 lors de la campagne des 18 jours.

### Les chasseurs de chars britanniques

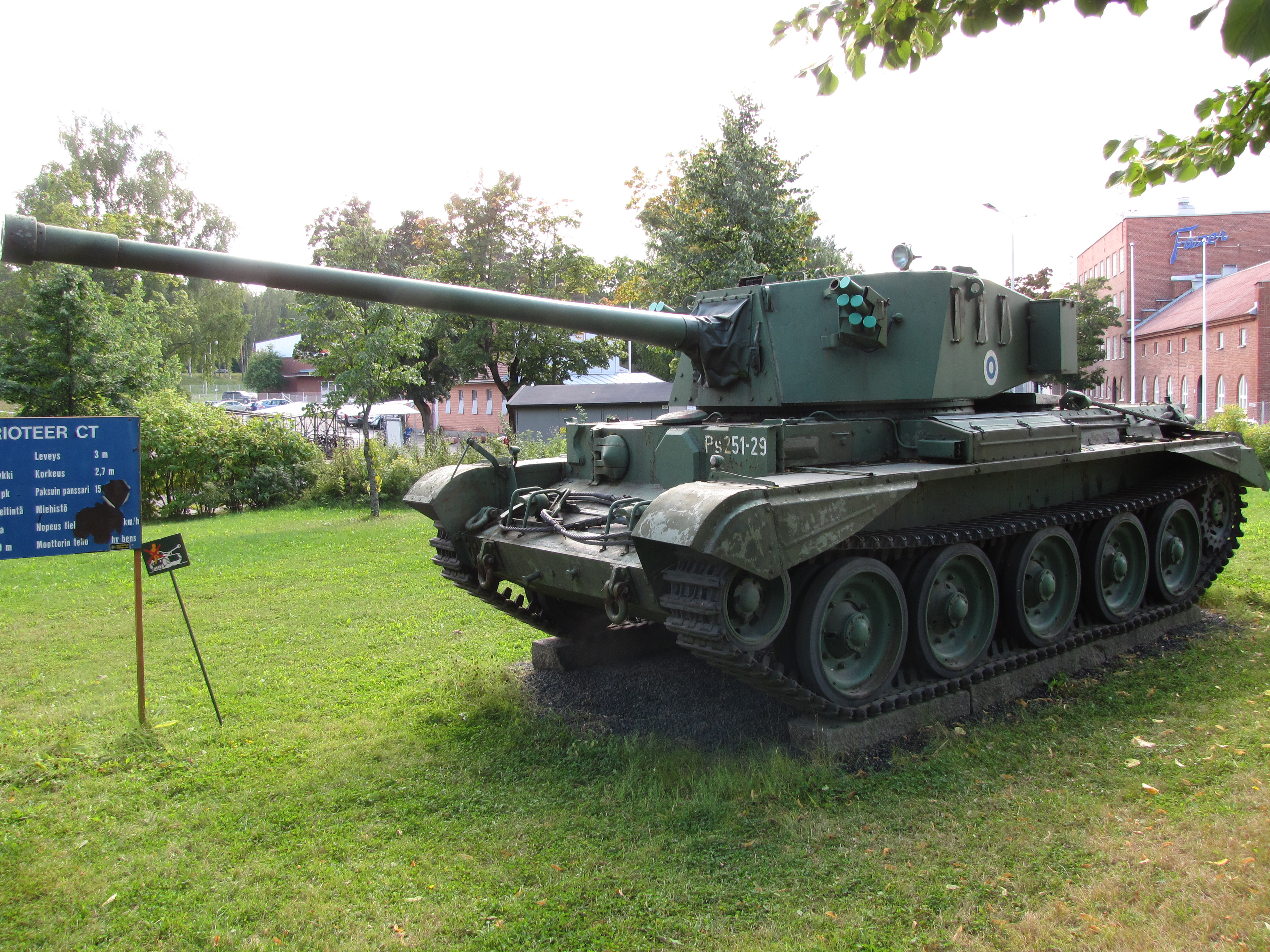
Un Charioteer.

Outre le Sherman Firefly et le M10 Achilles en 1944, les Britanniques équipèrent deux autres véhicules de leur excellent canon antichar Ordnance QF 17 pounder : En 1943, l'Archer, sur un châssis de char Valentine, et en 1944 le Challenger, un char Cromwell réarmé.
Après la guerre, ils construisirent dans les années 1950 un dernier chasseur de chars, le Charioteer, équipé du canon Ordnance QF 20 pounder, avant que les évolutions technologiques ne rendent le concept obsolète.

### Les chasseurs de chars soviétiques

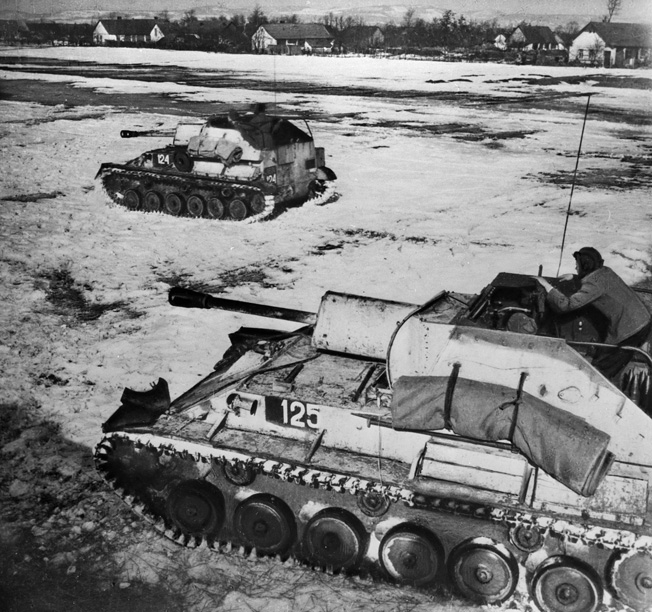
SU-76M sur le champ de bataille

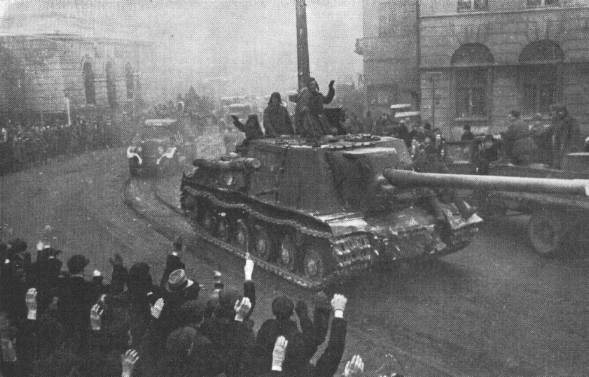
ISU-122 passant en tête de la colonne de l'Armée rouge qui prend Łódź aux nazis, le 18 janvier 1945.

Les Soviétiques ont produit en 1941 un chasseur de chars léger sur la base du tracteur d'artillerie T-20 Komsomolets, le ZiS-30 doté du canon anti-char ZIS-2 de 57 mm.
Le canon automoteur soviétique SU-76 doté du canon ZiS-3 de (76,2 mm) combinait dès 1942 trois rôles sur le champ de bataille : canon d'assaut léger, chasseur de chars léger, et batterie d'artillerie mobile pour le tir indirect. Basé sur le châssis du char T-70, il est modifié en 1943 en SU-76M qui fut produit à 13 932 unités.
En 1943 apparait le SU-152, un obusier de 152 mm monté sur une adaptation de châssis du char lourd KV-1S. Le premier modèle est réalisé le 17 janvier 1943, d'après les projets de Joseph Kotine, et il connaît son baptême du feu lors de la bataille de Koursk. Il est surnommé « Tueur de fauves » en raison de la capacité du canon ML 20 de 152 mm à détruire les chars « Tigre I » et « Panther » allemands.
Puis les Soviétiques ont développé les SU-85 (85 mm) en 1943 et SU-100 (100 mm) en 1944 qui sont des variantes des chars T-34 avec le canon en casemate. Le SU-100 se révéla performant dans la lutte antichar, son canon 100 mm D-10S (L/54) étant susceptible de pénétrer 125 mm de blindage vertical à une portée de 2 000 mètres, ou le glacis incliné de 80 mm du Panther allemand à 1 500 mètres.
Apparait également le ISU-152 (152 mm) basé sur le char JS-2 et reprenant le canon du SU-152 : canon ML 20 de 152 mm. Construit entre 1943 et 1947, avec environ 4 600 unités produites. Le ISU-122 (122 mm) en est une variante utilisée sur le front de l'Est entre 1944 et 1945 à la fois d'abord comme canon automoteur et puis comme chasseur de chars; son obus explosif de 122 mm d'une masse de 25 kg, d'une vitesse initiale de 800 m/s et équipé d'une charge de TNT de 3 kg peut en effet arracher une tourelle de char par le seul souffle de l'explosion, mettant ainsi hors de combat les blindés rencontrés lors de son avancée.
Ces chars seront utilisés longtemps après guerre par différents pays ayant des liens avec le Bloc de l'Est.

### Les chasseurs de chars français
En 1918, les ingénieurs français imaginent un chasseur de chars monté sur châssis chenillé légèrement blindé et armé d'un puissant canon antichar, mais cette idée n'aboutit pas.
En 1939, les ingénieurs reprennent cette idée. Le premier modèle de chasseur de chars est le camion tout terrain Laffly W 15 TCC armé d'un canon de 47 mm SA modèle 1937. Expérimenté début 1940, le matériel est livré à partir de mai 1940. 70 exemplaires sont produits avant l'armistice.
Un autre modèle de chasseur de chars était étudié par les ingénieurs français, sur la base du châssis de la chenillette Lorraine modèle 1937, mais le projet ne verra jamais le jour à cause de la défaite française lors de la bataille de France en mai-juin 1940. Une version ad hoc sera toutefois construite à l'arrière des combats, sous le nom de Chasseur de Chars Lorraine, et les Allemands réaliseront une conversion en série de la chenillette, le chasseur de chars Marder I.

### Les chasseurs de chars roumains

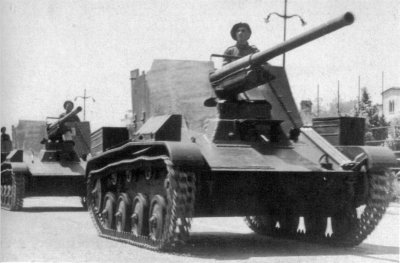
Des TACAM T-60.

Pendant la Seconde Guerre mondiale, la Roumanie a développé plusieurs chasseurs de chars :
- le TACAM T-60 (basé sur un char T-60 et un canon F-22 de 76,2 mm) ;
- le TACAM R-2 (basé sur un char R-2 et un canon ZiS-3 de 76,2 mm).

Un projet roumain similaire au Hetzer, et arrivé au stade de prototype, a été le chasseur de chars Mareșal.

## De nos jours

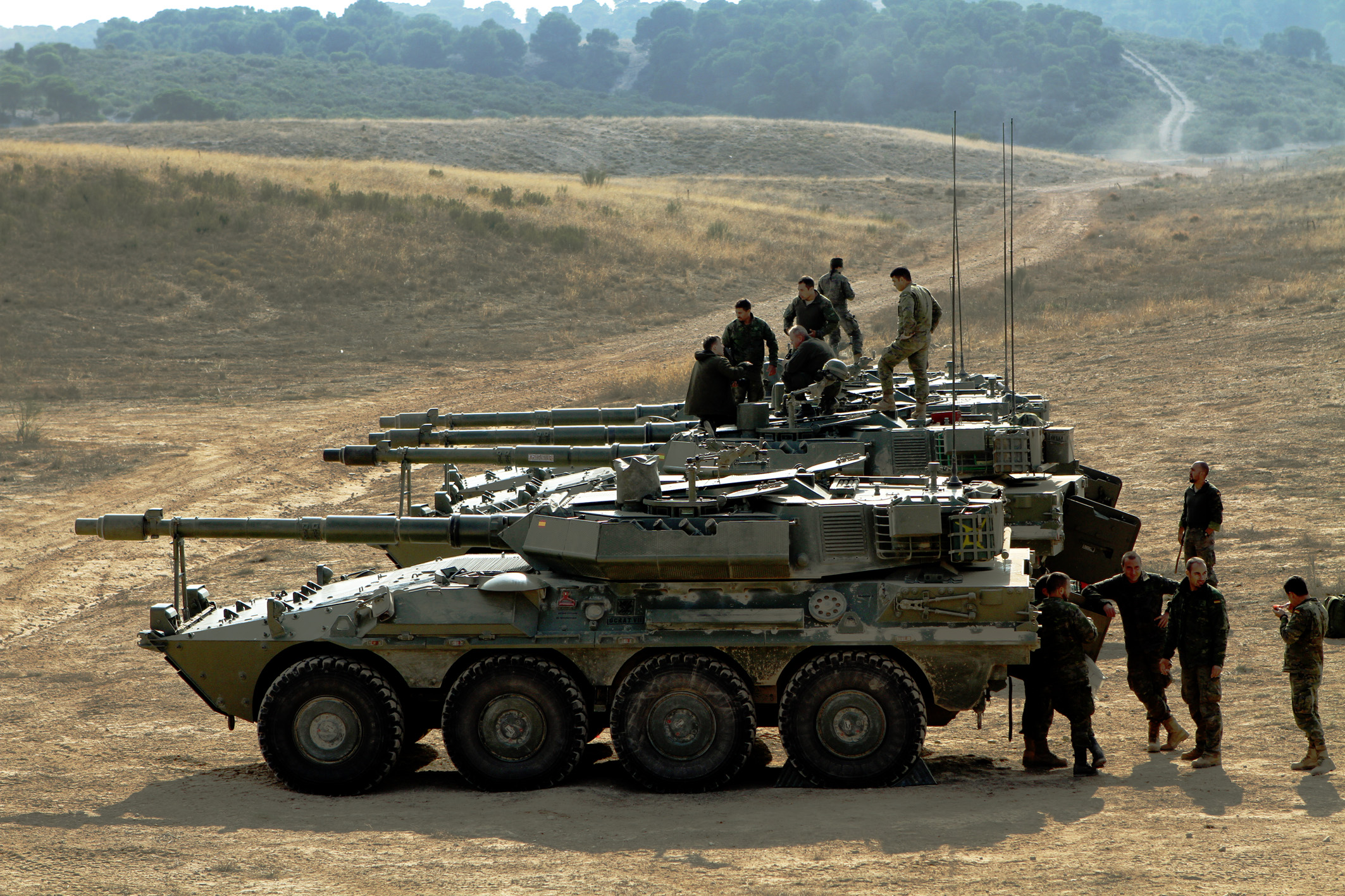
Des Centauro B1 de l’armée de terre espagnole en 2015.

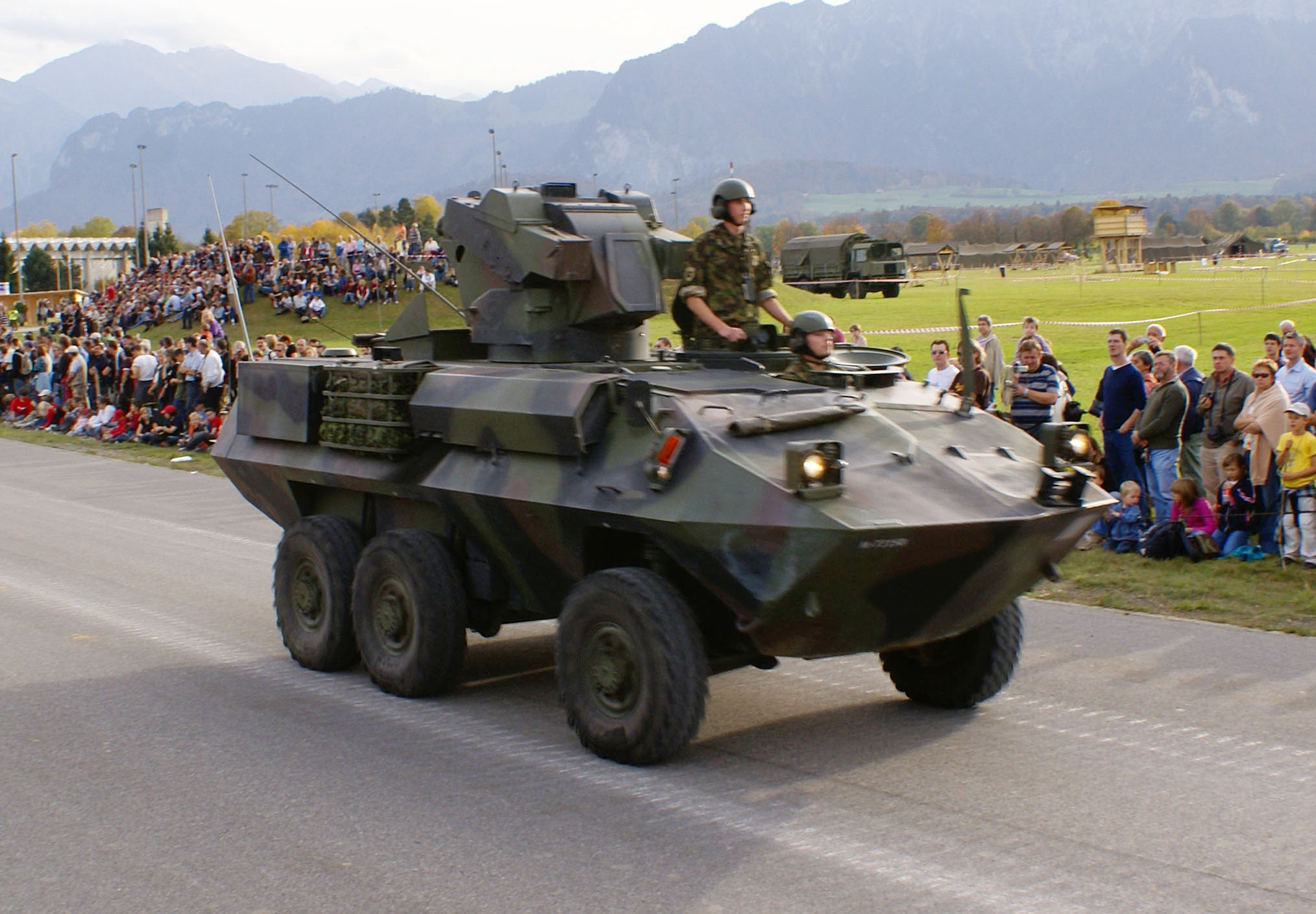
Mowag Piranha I 6x6 armé du missile TOW chasseur de char 90 de l'armée suisse

Depuis les années 1970, quelques engins blindés à roues sont catalogués comme chasseurs de chars.

### Espagne
L'Espagne utilise le Centauro B1 italien, armé d'un canon de 105 mm.

### Italie
Le Centauro B1 italien, armé d'un canon de 105 mm, entré en service en 1991, et son successeur, le Centauro II, armée d'un canon de 120 mm basse pression présenté en 2016, sont des chasseurs de chars.

### Suisse
Le Mowag Piranha 6x6 armé du missile TOW porte le nom de « chasseur de char 90 » (Panzerjäger 90).